# Steve Moneghetti
Stephen James Moneghetti, detto Steve (Ballarat, 26 settembre 1962), è un ex maratoneta e mezzofondista australiano, vincitore della medaglia di bronzo ai campionati mondiali del 1997 nella maratona.

## Biografia
Inizia a gareggiare nei 10000 metri: in questa specialità è 5º ai Giochi del Commonwealth 1986; nella stessa manifestazione si cimenta per la prima volta nella maratona, vincendo il bronzo. La sua prima vittoria nella gara lunga è alla maratona di Berlino 1990.
Nel 1994 conquista la maratona di Tokyo e l'oro ai Giochi del Commonwealth. Ha gareggiato sui 42 km e 195 metri in quattro olimpiadi dal 1988 al 2000, con un miglior piazzamento a Seul 1988, quando fu 5º.

## Altre competizioni internazionali
1985
- Oro alla Burnie 10 km ( Burnie) - 28'53"

1987
- Oro alla First Victoria ( Melbourne) - 28'33"
- 4º alla Cinque Mulini ( San Vittore Olona) - 30'48"

1988
- Oro alla City to Surf ( Sydney), 14 km - 40'17"

1989
- 6º in Coppa del mondo ( Barcellona), 10000 m piani - 28'16"83
- Argento alla Maratona di Londra ( Londra) - 2h09'06"
- Argento alla Philadelphia Half Marathon ( Filadelfia) - 1h02'03"
- Oro alla City to Surf ( Sydney), 14 km - 40'35"
- 8º alla City of Pittsburgh Great Race ( Pittsburgh) - 28'38"
- 6º alla Cinque Mulini ( San Vittore Olona) - 31'30"
- Argento al Cross delle Pradelle ( Lozzo di Cadore) - 29'41"

1990
- Oro alla Maratona di Berlino ( Berlino) - 2h08'16"
- Oro alla Great North Run ( Newcastle upon Tyne) - 1h00'34"
- Oro alla City to Surf ( Sydney), 14 km - 40'16"

1991
- 4º alla Stramilano ( Milano) - 1h01'33"
- Oro alla City to Surf ( Sydney), 14 km - 40'02"
- Oro alla Lilac Bloomsday Run ( Spokane), 12 km - 34'52"
- Argento al Chiba International Crosscountry ( Chiba) - 34'44"

1992
- Oro alla Tokyo Half Marathon ( Tokyo) - 1h00'27"

1993
- Argento alla Maratona di Tokyo ( Tokyo) - 2h12'36"
- 4º alla Maratona di Pechino ( Pechino) - 2h13'58"
- 85º alla Maratona di Melbourne ( Melbourne) - 2h46'57"
- Oro alla Tokyo Half Marathon ( Tokyo) - 1h00'06"
- Oro alla Gold Coast Half Marathon ( Gold Coast) - 1h01'48"
- Oro alla Burnie 10 km ( Burnie) - 28'39"

1994
- Oro alla Maratona di Tokyo ( Tokyo) - 2h08'55"
- Argento alla Sydney Half Marathon ( Sydney) - 1h02'51"

1995
- Argento alla Maratona di Londra ( Londra) - 2h08'33"

1996
- 10º alla Maratona di Boston ( Boston) - 2h11'17"

1997
- 6º alla Maratona di Londra ( Londra) - 2h08'45"
- Oro alla Sydney Half Marathon ( Sydney) - 1h02'32"

1998
- 9º alla Maratona di Londra ( Londra) - 2h11'40"
- Bronzo al Chiba International Crosscountry ( Chiba) - 36'36"

2000
- 7º alla Maratona di Tokyo ( Tokyo) - 2h10'00"
- Oro ai Bundoora Park Cross Championships ( Bundoora Park) - 35'36"

2001
- 9º alla Maratona di Sydney ( Sydney) - 2h46'02"
- Oro alla Crosbie Warren Sinclair Half Marathon ( Lake Macquarrie) - 1h04'59"
- Oro alla Brauer Barossa Half Marathon ( Tanunda) - 1h06'44"
- Oro alla Burnie 10 km ( Burnie) - 28'55"
- Oro alla Olympic Dream 10 km ( Melbourne) - 29'26"

2002
- Oro alla Olympic Dream 10 km ( Melbourne) - 29'35"
- Oro alla Portsea Twilight Classic ( Portsea), 6,75 km - 20'28"

2004
- 26º alla Maratona di Parigi ( Parigi) - 2h19'27"
- Bronzo alla City to Surf ( Sydney), 14 km - 41'19"
- Oro alla Olympic Dream 10 km ( Melbourne) - 29'47"

2005
- 57º alla Maratona di Melbourne ( Melbourne) - 2h56'14"
- Bronzo alla Sydney Morning Herald Half Marathon ( Sydney) - 1h04'33"
- 4º alla City to Surf ( Sydney), 14 km - 41'34"
- Argento alla City to Surf Perth ( Perth), 11 km - 36'11"
- Oro alla Olympic Dream 10 km ( Melbourne) - 29'42"

2006
- 6º alla Great Ocean Road ( Apollo Bay), 45 km - 2h58'05"
- 4º alla Blacktown Cities Marathon ( Blacktown) - 2h48'59"

2007
- 136º alla Gold Coast Marathon ( Gold Coast) - 3h01'23"
- Argento alla Noosa Half Marathon ( Noosa) - 1h09'20"

2008
- 132º alla Gold Coast Marathon ( Gold Coast) - 2h59'57"
- 17º alla Great Australian Run ( Melbourne), 15 km - 47'03"
- Oro alla Mariner's Lookout ( Melbourne), 6,5 km - 23'31"

2009
- 145º alla Gold Coast Marathon ( Gold Coast) - 2h59'15"
- Bronzo alla Noosa Half Marathon ( Noosa) - 1h08'46"
- 7º alla Skins Sandown Classic ( Springvale) - 30'05"

2010
- 155º alla Gold Coast Marathon ( Gold Coast) - 2h58'44"
- 4º alla Sydney Blackmores Half Marathon ( Sydney) - 1h07'53"
- Argento alla Lake Wendouree Road Race ( Ballarat), 15 km - 46'08"
- 12º alla City to Surf ( Sydney), 14 km - 44'00"
- 8º alla Skins Sandown Classic ( Springvale) - 30'36"
- Argento alla Mariner's Lookout ( Melbourne), 6,5 km - 21'26"

2011
- 169º alla Gold Coast Marathon ( Gold Coast) - 2h59'57"
- 5º alla Lake Wendouree Road Race ( Ballarat), 15 km - 47'12"
- 7º alla Big Victoria State Road Race ( Flemington) - 31'00"

2012
- 10º alla Lake Wendouree Road Race ( Ballarat), 15 km - 47'48"

2013
- Oro alla Great Barrier Reef Marathon ( Port Douglas) - 3h16'24"
- 5º alla Great Ocean Road International ( Apollo Bay), 14 km - 47'51"
- 5º alla Coffee Club 10 km ( Melbourne) - 31'27"
- 31º alla Southern Cross University ( Gold Coast) - 32'58"
- Argento alla Townsville Airport Classic ( Townsville) - 33'10"

2014
- 5º alla Great Ocean Road ( Apollo Bay), 23 km - 1h23'16"
- 4º alla Melbourne Half Marathon ( Melbourne) - 1h09'43"
- Argento alla Adelaide Half Marathon ( Adelaide) - 1h15'31"
- 7º alla Perth City to Surf ( Perth), 12 km - 39'41"

2015
- Oro alla Great Barrier Reef Marathon ( Port Douglas) - 3h07'21"

2016
- 80º alla Gold Coast Marathon ( Gold Coast) - 2h49'28"